# William Hobson
Il capitano William Hobson (Waterford, 26 settembre 1792 – Auckland, 10 settembre 1872) è stato un esploratore e militare irlandese naturalizzato britannico, fu il primo Governatore generale della Nuova Zelanda, e fautore del Trattato di Waitangi.

## Biografia
Figlio di Samuel Hobson, avvocato, e di Martha Jones, appartenente ad una prominente famiglia anglo-irlandese, per intercessione dell'ammiraglio John Beresford, entrò nella Royal Navy all'età di soli dieci anni il 25 agosto 1803 e nel 1806 venne promosso al rango di aspirante guardiamarina prestando servizio nelle indie occidentali e lungo il canale della Manica. Nel 1814 salì a bordo della HMS Spy in servizio nel Mediterraneo dove si distinse nella lotta alla pirateria. Nel 1824 venne promosso al grado di Commander e nel 1825 assegnato al comando di una flottiglia che prestò servizio nelle indie occidentali.
Il 17 dicembre 1827 a Nassau sposò Eliza Elliott, figlia unica di un ricco mercante scozzese attivo nelle indie occidentali.
Nel dicembre 1834 venne assegnato al comando della fregata HMS Rattlesnake, per volere dell'ammiraglio George Eden, I Conte di Auckland e salpò per le indie orientali nel 1835 da dove venne assegnato per un nuovo incarico di stanza a Port Jackson, Australia dove arrivò, dopo un primo scalo ad Hobart, il 24 agosto 1836. Il 18 settembre di quello stesso anno la HMS Rattlesnake salpò per Melbourne (allora Port Philip) per prestare servizio a protezione della nuova colonia fondata dal capitano William Lonsdale. Durante i tre mesi successivi di pattugliamento, in collaborazione con i suoi ufficiali, esplorò e fece studi cartografici dell'attuale territorio di Hobsons Bay, dedicata proprio in suo onore. Hobson ebbe occasione di avere numerosi contatti con gli aborigeni australiani con i quali ebbe rapporti molto amichevoli, e si affezionò così tanto a quella terra da manifestare nelle missive inviate alla moglie il desiderio di diventare governatore della nuova colonia.
Nel 1837, per ordine del Governatore della colonia del Nuovo Galles del Sud Richard Bourke, Hobson fu inviato con una flotta di navi in Nuova Zelanda dove la locale colonia di Bay of Islands, diretta da James Busby, era stata ripetutamente minacciata dagli indigeni maori.